# 문대성
문대성(文大成, 1976년 9월 3일 ~ )은 대한민국의 태권도 선수, 정치인이다. 2004년 하계 올림픽 남자 태권도 +80kg급 금메달리스트이다. IOC 선수위원(2008~2016), 제19대 국회의원(2012~2016) 등을 역임하였다. 종교는 장로교(통합)이다.

## 생애

### 선수 시절
인천시 남구 구월동(현 인천광역시 남동구)에서 태어난 문대성은 초등학교 5학년 때인 1987년 태권도에 입문하였다. 1995년 동아대학교에 입학하여, 2학년 때였던 1996년에 국가대표로 발탁되었다. 그러나 그 해 문대성은 왼쪽 무릎을 크게 다쳐 다리를 절단하여야 할 위기를 맞았으나 동아대학교병원에서 골수배양에 성공하여 선수생활을 계속할 수 있었다. 이후 문대성은 1999년 에드먼턴 세계선수권대회 남자 80㎏ 이상급에서 금메달을 획득하였다.
2000년 시드니 올림픽 국가대표 선발전에서 2위를 차지하였으나 3위 김경훈과의 재대결에서 패해 출전이 좌절되었다. 상무에서 군 복무를 마치고 제대한 후 2002년 부산 아시안 게임에서 금메달을 획득하여 재기에 성공하였다. 부산 아시안 게임에서는 개막식 때 '선수의 선서'를 낭독한 선수이기도 하다. 이후 2004년 아테네 올림픽 결승전에서 시원한 발차기 공격으로 올림픽 금메달을 목에 걸었다. 특히 결승전 상대로 만난 그리스의 알렉산드로스 니콜라이디스에게 뒤후려차기를 성공시키며 올림픽에 태권도가 정식 종목으로 채택된 이래 처음으로 KO승을 거둔 선수가 되었다.
2004년 아테네 올림픽이 끝난 뒤 현역 은퇴를 선언하였다.

### 선수 이후
2006년부터 2012년 4월까지 모교인 동아대학교 태권도학과 교수로 재직하였다.
2008년 베이징 올림픽 기간 동안에는 IOC 선수위원으로의 발탁을 위한 홍보를 위해 베이징으로 찾아갔다. 올림픽 행사가 한참 진행 중이던 8월 21일에 문대성은 출마한 선수위원 29명 가운데 총 7,216표 중 가장 많은 3,220표를 얻어 IOC 선수위원으로 당선되었다. 이는 당초의 예상을 깬 결과였으며 그는 대한민국 최초의 선수위원이자, 또한 아시아 최초의 선수위원이 된 것이었다.
2012년 새누리당 국회의원 후보(부산 사하갑) 공천을 받았다. 하지만 문대성은 박사학위 논문 표절 문제로 사회적 논란의 중심에 섰다. 이후 문화사회연구소·한국언론정보학회·한국철학사상연구회 등 22개 학술단체로 구성된 학술단체협의회와 민교협 등은 문대성의 박사학위 논문 등을 검토한 후 국회의원 후보직 사퇴를 요구하였고, 문대성이 교수로 재직 중인 동아대학교 동문회도 문대성이 책임을 지고 국회의원 후보직과 교수직을 사퇴할 것을 촉구했다. 동아대학교 95학번 동기인 배우 김민준도 자신의 트위터에 "문대성과 친구 안 하기를 잘 했다"고 강하게 비판할 정도였다.
2012년 4월 20일 논문 표절 의혹이 커지면서 새누리당 탈당을 선언하였다. 그리고 국민대는 예비조사를 마친 후 오후 3시 논문 표절 여부를 심사한 결과 학계의 용인 범위를 넘었다고 발표하며 사실상 논문 표절로 결정지었다.

### 석·박사 논문 표절
2012년 3월, 문대성은 박사학위 논문에 대한 표절 의혹을 받았다. 이후 박사학위 논문뿐만 아니라 다른 논문에서도 표절 의혹 사례가 추가로 제기되었다.
2007년 8월에 국민대학교 대학원에서 박사 학위를 받은 '12주간 PNF 운동이 태권도 선수들의 유연성 및 등속성 각근력에 미치는 영향' 논문이 같은 해 2월에 명지대학교 대학원의 김백수가 제출한 논문을 상당 부분 인용해 표절 의혹을 받았다. 이에 대해 문대성은 과도한 인용일 뿐 표절은 아니라고 주장하였다. 하지만 김백수는 논문에서 반건양근의 영문명을 d를 빼고 ‘semiteninosus’라고 썼는데, 문대성도 논문에서도 똑같이 반건양근에서 d를 빼고 썼고, '축구선수들을 대상으로'의 오기(誤記)로 추정되는 '축구선수들은 대상으로'도 두 논문에 똑같이 나와 있으며, '각도속 180도에서 슬관절의 등속성 각근력의 변화'에서 '각도속'이라는 오기도 두 논문에 똑같이 진술되어있는 등 표절의 결정적인 근거들이 존재했다. 이후 국민대학교에서는 문대성의 박사학위 표절에 대한 심사에 들어갔다.
이외에도 문대성이 2005년 국민대학교 대학원 박사과정 시절 한국스포츠리서치에 발표한 '태권도학과 재학생의 태권도용품 광고 성향 인식에 관한 연구' 논문은 2004년 윤상화 용인대학교 교수가 발표한 '태권도용품 광고가 대학생의 구매 행동에 미치는 영향'과 거의 유사하다는 지적을 받았다.
석사 학위 논문인 ‘태권도 국가대표 선수의 경쟁상태 불안에 관한 연구’도 김종문의 논문 ‘태권도 선수들의 시합전 경쟁상태 불안에 관한 연구'를 표절했다는 의혹을 받았다.
2012년 4월 1일, 문화사회연구소, 한국언론정보학회, 한국철학사상연구회 등 22개 학술단체로 구성된 학술단체협의회는 문대성의 석·박사학위 논문을 검토하고 "심각한 수준으로 표절했다"라고 발표했다.
2012년 4월 4일, 논문표절 의혹과 관련해 문대성이 교수로 재직 중인 동아대학교의 '민주동문회'에서 문대성이 책임을 지고 국회의원 후보직과 교수직을 사퇴할 것을 촉구했다. '민주동문회'는 "문 후보의 논문은 표절을 넘어 대필 수준에 가깝다. 이번 사안을 정치적 관점이 아닌 학자로서의 자질과 양심에 대한 문제로 접근해야 한다"라고 밝혔다.
2012년 4월 5일, 민주화를위한전국교수협의회(약칭 민교협)은 성명서를 통해 논문표절 의혹을 받고 있는 문대성에 대해 "학위 논문 표절을 인정하고 총선 후보와 교수직에서 즉각 사퇴하라"고 촉구했다. 민교협은 "문대성 후보가 2007년 8월 국민대학교에서 받은 박사학위 논문은 같은 해 2월 김 모 씨가 명지대학교에서 받은 박사학위 논문을 상당부분 표절했다. 전체 논문에서 400행 이상의 문장이 동일하거나 유사하며 5곳의 오탈자조차 일치한다. 그러나 김 모 씨의 논문을 인용했다는 표시도 하지 않았고, 참고문헌에 소개조차 하지 않았다. 현재 교육과학기술부(약칭 교과부)의 학술논문 표절 기준에 따르면 인용에 대한 아무런 표시 없이 6개의 단어가 연속으로 나열되면 표절로 판정하고 있다. 교과부의 기준대로라면, 아무런 인용 표시 없이 6개의 단어가 아니라 수백 단어를 동시에 똑같이 쓰고 있는 문대성 후보의 논문은 명백히 표절이다"라고 주장했다.
2012년 4월 9일, 부산 지역 54명의 교수들은 성명서를 통해 "문 후보의 박사학위 논문 표절 논란이 일어난지 일 주일이 지났지만 이렇다할 해명이 없다. 문 후보의 논문은 오탈자까지 그대로 옮긴 복사 수준의 표절이다. 국회의원은 국민들이 모두 지켜야 할 법을 만드는 기관인데 문 후보가 어떻게 법을 만드는 일에 참여하며 그 법을 지키라고 할 수 있겠느냐"라고 말하며 문대성의 국회의원 후보 사퇴를 촉구했다.
이런 상황 속에서 문대성은 국회의원 후보직에서 사퇴하지 않았고 2012년 4월 11일 선거를 통하여 대한민국 제19대 국회의원으로 당선되었다.
2012년 4월 13일(현지시간), 미국의 보수 유력지 시카고 트리뷴의 국제 스포츠 전문 기자인 필립 허쉬는 《또 다른 IOC 위원의 표절?》이라는 제목의 칼럼을 통해 문대성의 표절을 질타하며 그의 IOC(국제올림픽위원회) 위원 자격을 문제삼았다. <시카고 트리뷴>은 2012년 4월 2일에 표절로 박사 학위를 박탈당하고 대통령직에서 사임한 헝가리의 팔 슈미트와 비교하며 문대성을 비판했는데, 문대성의 표절은 거의 복사 수준이어서 파장이 더 클 것이라는 전망을 내놓았다.
2012년 4월 19일, 미디어스는 2008년에 동아대학교 태권도학과 교수들의 '집단적 논문 표절 의혹'에 대한 신고가 있었다는 사실을 알아내고 그것을 입증할 자료로서 동아대학교 본부에 신고·접수되었던 문건을 입수했는데, 이에 문대성의 표절 의혹을 동아대학교가 2008년에 이미 인지하고 있었고 표절 관련 청원서까지 제출됐지만 동아대학교 측에 의해 이것이 묵살된 것으로 확인되었다.
2012년 4월 20일 국민대학교는 문대성의 박사학위 논문에 대해 표절 판정을 내렸고 같은 날 문대성은 새누리당을 탈당하였다.

### 19대 의정 생활
문대성은 무소속으로 19대 의원직을 수행하다가 2014년 2월에 새누리당으로 복당했다. 2015년 12월 22일 대한민국 제20대 국회의원 선거에 출마하지 않고 체육인으로 돌아가겠다고 선언했지만, 김무성대표의 권유로 돌연 마음을 바꿔 다시 인천 남동갑 지역구에 출마하겠다고 선언했다.
20대 총선을 앞두고 포탈사이트에 허위로 학력을 기재하였다는 혐의로 고발당하였다 논문 표절 사실이 확인돼 대학이 박사 학위를 이미 취소했는데도 박사 학력을 기재한 것은 법 위반이라는 내용으로 고발당하였다.

## 학력
- 인천구월초등학교 졸업
- 구월중학교 졸업
- ~1999: 리라공업고등학교 졸업
- 동아대학교 체육학 학사

## 경력
- 1999년: 세계태권도선수권대회 우승
- 2002년: 부산 아시안 게임 금메달
- 2004년: 아테네 올림픽 금메달
- 2005년 1월~2012년: 동아대학교 태권도부 감독, KBS 태권도 방송 해설가, 영화 '로봇' 목소리 출연
- 2005년 11월: 앙드레김 에코스타일 자선 패션쇼 메인 모델
- 2006년 4월: '한국 최초 우주인' 프로젝트 홍보대사
- 2006년~2012년: 동아대학교 태권도학과 교수
- 2007년 5월: 세계태권도연맹 집행위원회 위원
- 2008년 8월 21일~2016년 8월 22일 국제올림픽위원회 선수위원
- 아시아올림픽평의회(OCA) 선수위원회 위원
- 대한체육회 이사
- 2009년 9월: 인천아시안게임 조직위원회 자문위원
- 2009년 11월: 세계태권도연맹 집행위원회 위원
- 2010년: 동아대학교 스포츠과학대학 태권도학과 부교수
- 2011년 10월: 인천광역시 교육청 교육기부 홍보대사
- 2011년 10월: 2018 평창동계올림픽대회 조직위원회 집행위원
- 2012년 5월~2016년 5월: 제19대 국회의원 (부산 사하구 갑)
- 2014년 6월: 제19대 국회 후반기 예산결산특별위원회 위원
- 2014년 6월~2014년 7월: 제19대 국회 후반기 환경노동위원회 위원
- 2015년 5월~: 대한체육회 선수위원회 위원장
- 2015년 7월~2016년 5월: 제19대 국회 후반기 교육문화체육관광위원회 위원
- 2015년 9월~: 아시아올림픽평의회(OCA) 집행위원
- 2015년 9월~: 아시아올림픽평의회(OCA) 선수관계자위원회 위원장
- 2020년 2월~2021년 2월: 국기원 국제협력특별보좌관

## 역대 선거 결과
|  | 45.14% |

|  | 33.15% |